# 慧沼
慧沼（651年—714年），山东淄川人，唐朝法相宗高僧。
其初从学于玄奘，后转依窥基学习唯识。窥基圆寂后，其以《唯识论了义灯》争论圆测的《唯识论疏》。此后他参与义净、菩提流志的译场；并著有《能显中边慧日论》、《因明入正理论义纂要》、《因明入正理论义断》、《金光明最胜王经疏》、《法华玄赞义决》等论著。与窥基、智周合称唯识三祖。